# Zale galbanata
Zale galbanata är en fjärilsart som beskrevs av Morrison 1875. Zale galbanata ingår i släktet Zale och familjen nattflyn. Inga underarter finns listade i Catalogue of Life.